# Алвар
А́лвар (англ. Alwar, хинди अलवर) — город в северо-западной части Индии, в штате Раджастхан. Административный центр округа Алвар.

## История
В провинции Радшпутана, состоящей в Бенгальском президентстве, на конец XIX столетия, было небольшое индобританское вассальное государство Альвар или Ульвар. Альвар или Ульвар при 7 382 квадратных километрах имел, на 1811 год, 682 926 жителей обоего полу. Главный городок Альвар лежит под 27°15′ северной широты и 76°45′ западной долготы от Гринвича и имел, на 1881 год, 49 867 жителей обоего полу.

## Общая информация
Расположен в 160 км к югу от Дели и в 150 км к северу от города Джайпур, на высоте 270 м над уровнем моря. Имеется железнодорожная станция. Вблизи города имеются месторождения многочисленных полезных ископаемых, в том числе мрамора, гранита, доломита, известняка, кварца, медной руды и др. Всего в нескольких километрах от города расположен национальный парк и тигриный заповедник Сариска.

## Население
Население города по данным на 2011 год составляет 341 383 человека.
| 1991    | 2001    | 2012    |
| ------- | ------- | ------- |
| 205 086 | 260 593 | 319 750 |

Источник: